# Biblioteca Mediateca Gino Baratta
La Biblioteca Mediateca Gino Baratta è una biblioteca comunale, situata a Mantova in Corso Garibaldi.
È stata aperta al pubblico il 18 dicembre 1998. È intitolata al critico d'arte mantovano Gino Baratta.

## Sede
Nel luogo della sede della Biblioteca fu fatta erigere una chiesa da Guido Gonzaga nel 1368 per accogliere i pellegrini nell’annesso Ospizio di Sant'Antonio. Sconsacrata nel 1782 fu ceduta al demanio militare e dopo un utilizzo a magazzino, fu demolita. Nel 1872, fu trasformato in macello comunale, su progetto dell'architetto bresciano Giovanni Cherubini.
Dal 1980 al 1990 circa l' ex macello è stato ristrutturato su progetto dell'architetto Adolfo Poltronieri.
Oggi il corpo principale dell'ex macello è sede della Biblioteca Mediateca Gino Baratta che comprende la biblioteca comunale, l'Archivio Storico Comunale e l'Istituto Mantovano di Storia Contemporanea.

## Patrimonio

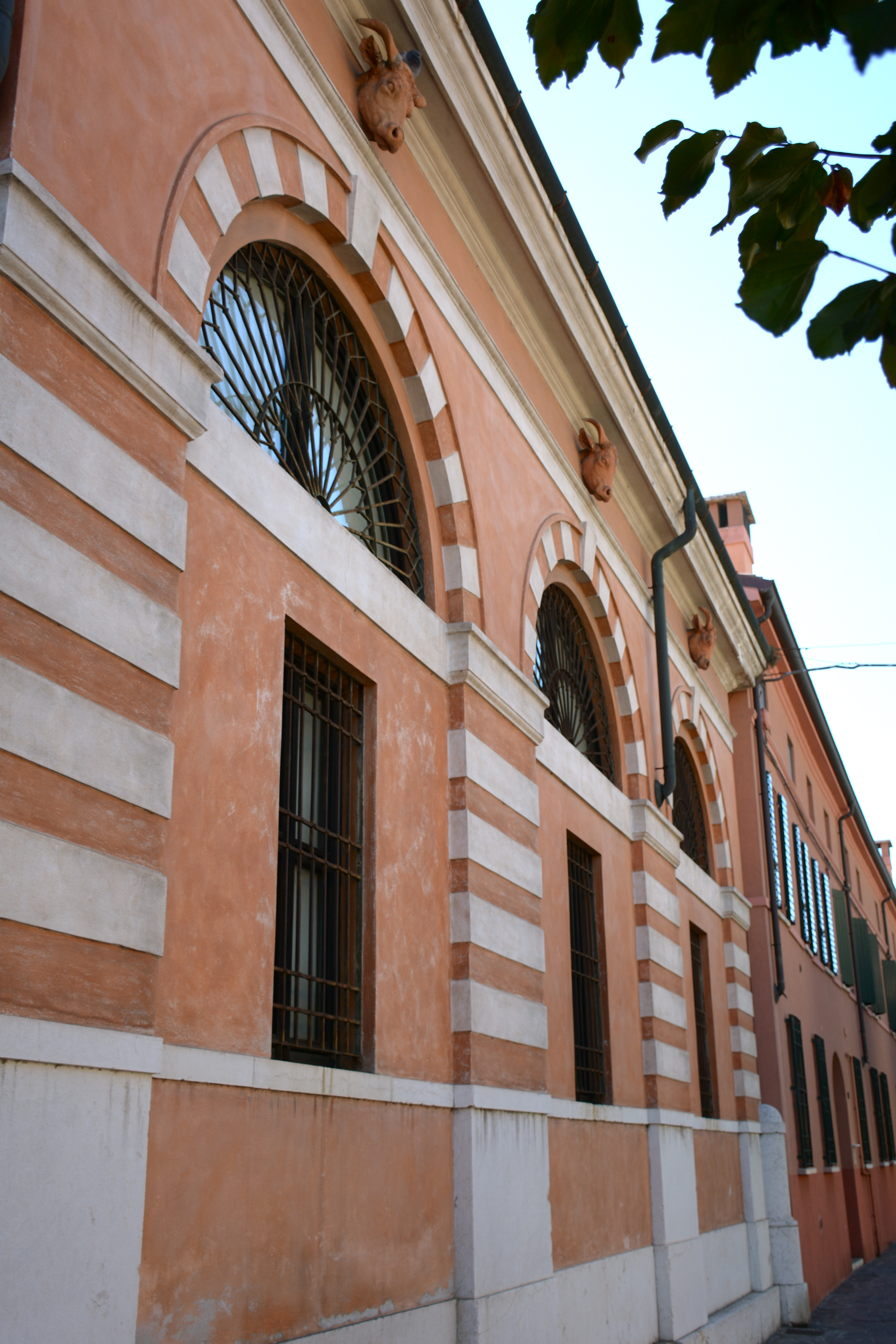
Centro culturale Gino Baratta

La biblioteca raccoglie un totale di 110.000 libri, parte a scaffale aperto e parte a magazzino, comprendente le tradizionali Sezioni di libri per adulti, libri per ragazzi e libri per bambini; sono presenti anche una Mediateca con circa 1900 videocassette, 3300 DVD, 3000 CD e 1800 dischi in vinile. consultabile in sede o a domicilio mediante il servizio di prestito.
Di particolare rilievo i fondi provenienti da donazioni e il fondo fotografico.

### Fondi speciali
Fondo Luciano Amodio
Fondo Associazione mantovana di cultura russa “A. Puskin”
Fondo Vladimiro Bertazzoni
Fondo Alessandro Dal Prato
Fondo Daniele Forini
Fondo Giuseppe Tenca

### Fototeca
La Fototeca comprende circa 10.000 immagini sia positivi che negativi scattate nel secolo XX. Solo 3.800 pezzi sono attualmente catalogati nell'Archivio informatico consultabile e fruibile da postazioni nella sala lettura. Comprende le seguenti sezioni:
Fondo APT - Azienda Promozione Turistica
ca. 3.500 fotografie (lastre, stampe e pellicole) di fotografi mantovani (Calzolari, Vecchi, Giovetti) e da altri, che documentano la città e la sua provincia dal 1946 al 1965.
Fondo del Consorzio di Bonifica Sud-Ovest di Mantova
ca. 800 fotografie dello Studio Calzolari, prevalentemente, che documentano i lavori di bonifica svolti dal Consorzio negli anni Venti e Trenta del secolo scorso. 
Fondo del Consorzio dell'Agro Mantovano Reggiano
ca. 950 fotografie per una sezione antica relativa ai primi decenni del XX sec. e  indicativamente 2000 - 2500 di una sezione più recente, in buona parte ancora da catalogare, che comprende negativi e stampe risalente agli anni tra i Quaranta e gli Ottanta del novecento.  
Fondo Alessandro dal Prato
ca. 3.700 diapositive a colori realizzate da Alessandro Dal Prato negli anni tra i Quaranta e i Novanta del Novecento che documentano la sua attività didattica presso l'Istituto d'Arte di Guidizzolo.
Fondo contemporaneo
alcune centinaia di foto di autori vari, mantovani e non, donate alla Fototeca in occasione di mostre fotografiche.

## Servizi
Oltre ai tradizionali servizi di una biblioteca pubblica (consultazione, prestito e reference) è disponibile il servizio Medialibrary (portale web, consultabile gratuitamente 24 ore su 24, da cui si può accedere a molte risorse digitali quali musica, filmati, quotidiani e riviste, corsi a distanza, e-book, audiolibri, testi, banche dati, immagini, ecc) e il servizio di prestito a domicilio Delibrary.

## Rete Bibliotecaria Mantovana
La Biblioteca Baratta appartiene, insieme ad altre 62 biblioteche della provincia di Mantova, alla Rete Bibliotecaria Mantovana.